# Телегин, Иван Алексеевич
Ива́н Алексе́евич Теле́гин (28 февраля 1992, Новокузнецк, Россия) — российский хоккеист и игрок сборной России. Олимпийский чемпион 2018 года. Трёхкратный бронзовый призёр чемпионатов мира. Заслуженный мастер спорта России. Обладатель Кубка Гагарина.

## Карьера
В марте 2009 года в стал победителем первенства России среди клубных команд 1992 года рождения в составе новокузнецкого «Металлурга». В летнее межсезонье решает отправиться в систему юниорских лиг Северной Америки, ради чего выплачивает денежную компенсацию «Металлургу» за расторжение контракта в одностороннем порядке.
На стыке 2009—2010 годов сыграл за сборную России на молодёжном чемпионате мира, а вот из состава юниорской сборной был отчислен незадолго до начала ЧМ в апреле 2010 года. На драфте НХЛ 2010 года Телегин был выбран клубом «Атланта Трэшерз» под 101-м номером. В июле 2010 занимался в лагере новичков «Трэшерз».
В Хоккейной лиге Онтарио сыграл 187 матчей, забросил 89 шайб, сделал 106 передач, набрал 101 минуту штрафа, показатель полезности «+33».В АХЛ сыграл 34 матча, забросил 3 шайбы, сделал 7 передач, набрал 8 минут штрафа, показатель полезности «+1».
Был кандидатом на поездку на МЧМ 2011, однако за две недели до его начала получил травму и потерял шансы вновь пробиться в сборную. 23 декабря 2011 года вошёл в окончательный состав молодёжной сборной России для участия в молодёжном чемпионате мира 2012. В феврале 2016 года впервые вызван в национальную сборную России для участия в чешском этапе Еврохоккейтура.
В составе хоккейного клуба «ЦСКА» выступал с  2014 года, выиграв в составе команды Кубок Гагарина в сезоне-2018/2019. В мае 2021 года расторг контракт с ЦСКА.
Перешел в омский «Авангард», подписав с клубом контракт на 2 года.  В мае 2023 года контракт был продлен на 1 год.
В феврале-марте 2024 года перенес операцию на сердце, не выступая за команду более месяца

## Личная жизнь
С 2013 года жил со своей девушкой Евгенией Ноур. В начале февраля 2016 года у них родился сын Марк .
После расставания с Ноур Телегин начал встречаться с певицей Пелагеей. 16 июня 2016 года они поженились, 21 января 2017 года у них родилась дочь Таисия.
26 декабря 2019 года Пелагея объявила о разводе. В декабре 2020 года они развелись.

## Статистика
| Легенда | Легенда                    | Легенда | Легенда                   | Легенда | Легенда    |
| ------- | -------------------------- | ------- | ------------------------- | ------- | ---------- |
| И       | Количество проведённых игр | Штр     | Штрафное время            | +/−     | Плюс-минус |
| Г       | Голы                       | П       | Голевые передачи          | О       | Очки       |
| -       | Статистика неизвестна      | —       | Статистика не учитывалась |         |            |

## Достижения
| Год              | Команда       | Достижение                                    | Достижение |
| ---------------- | ------------- | --------------------------------------------- | ---------- |
| 2012             | Россия (мол.) | Серебряный призёр молодёжного чемпионата мира |            |
| 2016, 2017, 2019 | Россия        | Бронзовый призёр чемпионата мира (3)          |            |
| 2018             | ОСР           | Олимпийский чемпион                           |            |

| Год  | Команда       | Достижение                                    | Достижение |
| ---- | ------------- | --------------------------------------------- | ---------- |
| 2010 | Сагино Спирит | Попадание во вторую Сборную молодых звёзд OHL |            |